# Лялька (фільм, 2016)
«Лялька» (англ. The Boy, дослівно «Хлопчик») — американський фільм жахів, знятий Вільямом Брентом Беллом. Прем'єра стрічки в Україні відбулась 28 січня 2016 року. Фільм розповідає про жінку, яку наймають доглядати за лялькою.

## У ролях
- Лорен Коен — Грета
- Руперт Еванс — Малкольм
- Джим Нортон — містер Гілшайр
- Діана Хардкесл — місіс Гілшайр
- Бен Робсон — Коул
- Джеймс Расселл — Дорослий Брамс
- Джетт Кліне — дитина Брамс

## Сюжет
Щаслива англійська родина наймає для свого сина американську няню Грету. Прибувши, вона дізнається, що була взята на роботу для догляду за порцеляновою лялькою. Батьки ставляться до іграшки, як до справжнього хлопчика, щоб впоратись зі смертю свого восьмирічного сина, який загинув під час пожежі, після того, як він був запідозрений у вбивстві своєї подруги.
Після того, як Грета ігнорує список суворих правил, написаних на листку, вона починає розуміти, що лялька жива.
Впевнившись, що дух Брамса в будинку, Грета починає доглядати за ним, читати казки, вмикати музику, цілувати перед сном. Докази присутності духа вона показує Малькольму, який привозить їжу раз на тиждень. Він вірить їй.
Пізніше в будинок приїжджає колишній хлопець Грети, Коул, через сварку з яким Грета переїхала з Америки в Англію. Залишившись в будинку на одну ніч, він будить Грету, після того, як побачив на стіні прохання забиратися геть з дому, написану кров'ю на стіні. Посварившись з Гретою, він розбиває ляльку. З'являється шум за стінами, дзеркало розбивається вщент, та із проходу в стіні з'являється справжній Дорослий Брамс в масці ляльки. Весь цей час він жив у будинку. Брамс вбиває Коула, а потім ганяється за Гретою та Малькольмом. Він наздоганяє Малькольма, і позбуває його свідомості. Грета втікає, але потім повертається, бере ніж для розколювання льоду і йде вкладати спати Брамса, який їй вірить, лягає та просить поцілувати його на ніч. Грета погоджується, та після легкого поцілунку, Брамс утримує її силою. Починається боротьба, в процесі якої Греті вдається вдарити Брамса, після чого вона знаходить Малькольма, і вони разом втікають.
Фільм закінчується кадрами, де хтось (хто це зробив сказано в другому фільмі) відновлює розбиту ляльку.

## Знімання
Знімальна група розпочала знімати стрічку 10 березня 2015 року у Вікторії.
Знімання відбувалося у Крейгдароч Кастл у Вікторії